# Cà phê mocha
Cà phê mocha ("mô-ca") còn được gọi là mochaccino (tiếng Ý: [mokatˈtʃiːno], "mô-ca-chi-nô") là một biến thể mang hương vị sô cô la của cà phê latte (tiếng Ý: [kafˈfɛ ˈlatte]).
Những cách viết thường sử dụng là mochaccino và mochachino. Tên gọi bắt nguồn từ thành phố Mocha của Yemen, một trong những trung tâm giao thương cà phê đầu tiên.

## Nét đặc trưng

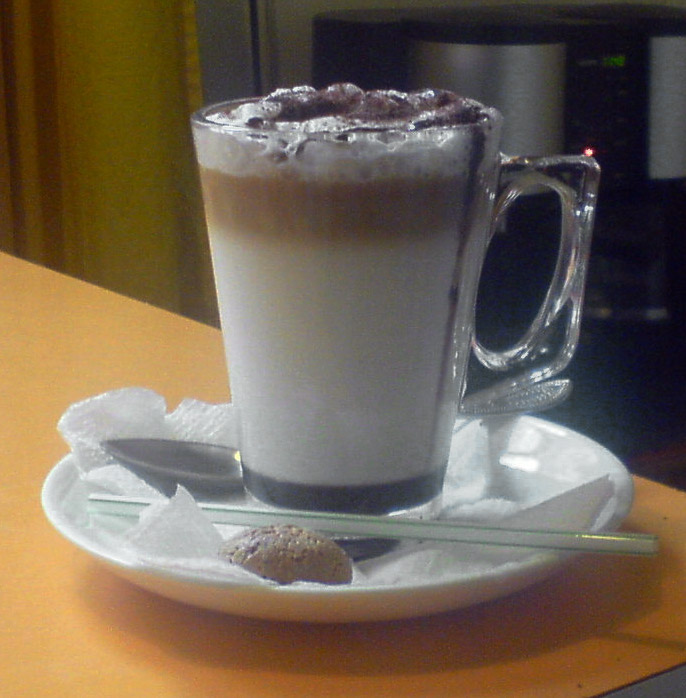
Một cốc cà phê mocha với sữa, Arabica Mocha espresso, bọt sữa, siro sô cô la và các loại toppings khác nhau, ăn kèm với bánh quy Amaretto.

Giống với tách cà phê latte, cà phê mocha dựa trên espresso và sữa nóng nhưng có thêm hương vị sô cô la và chất làm ngọt, thường ở dạng bột cocoa và đường. Nhiều loại sử dụng siro sô cô la thay vào đó và một số có thể chứa sô cô la đen hoặc sô cô la sữa.
Cà phê mocha, trong công thức cơ bản nhất cũng có thể được gọi là sô cô la nóng pha với (ví dụ: một nháy) espresso được thêm vào. Giống như cappuccino, mocha thường chứa bọt sữa đặc biệt ở trên, mặc dù, như thường thấy với sô cô la nóng, đôi khi chúng được phục vụ với kem tươi. Đồ uống này thường được rắc bột quế, đường hoặc bột ca cao và kẹo dẻo cũng có thể được thêm vào bên trên để tạo hương vị và trang trí.

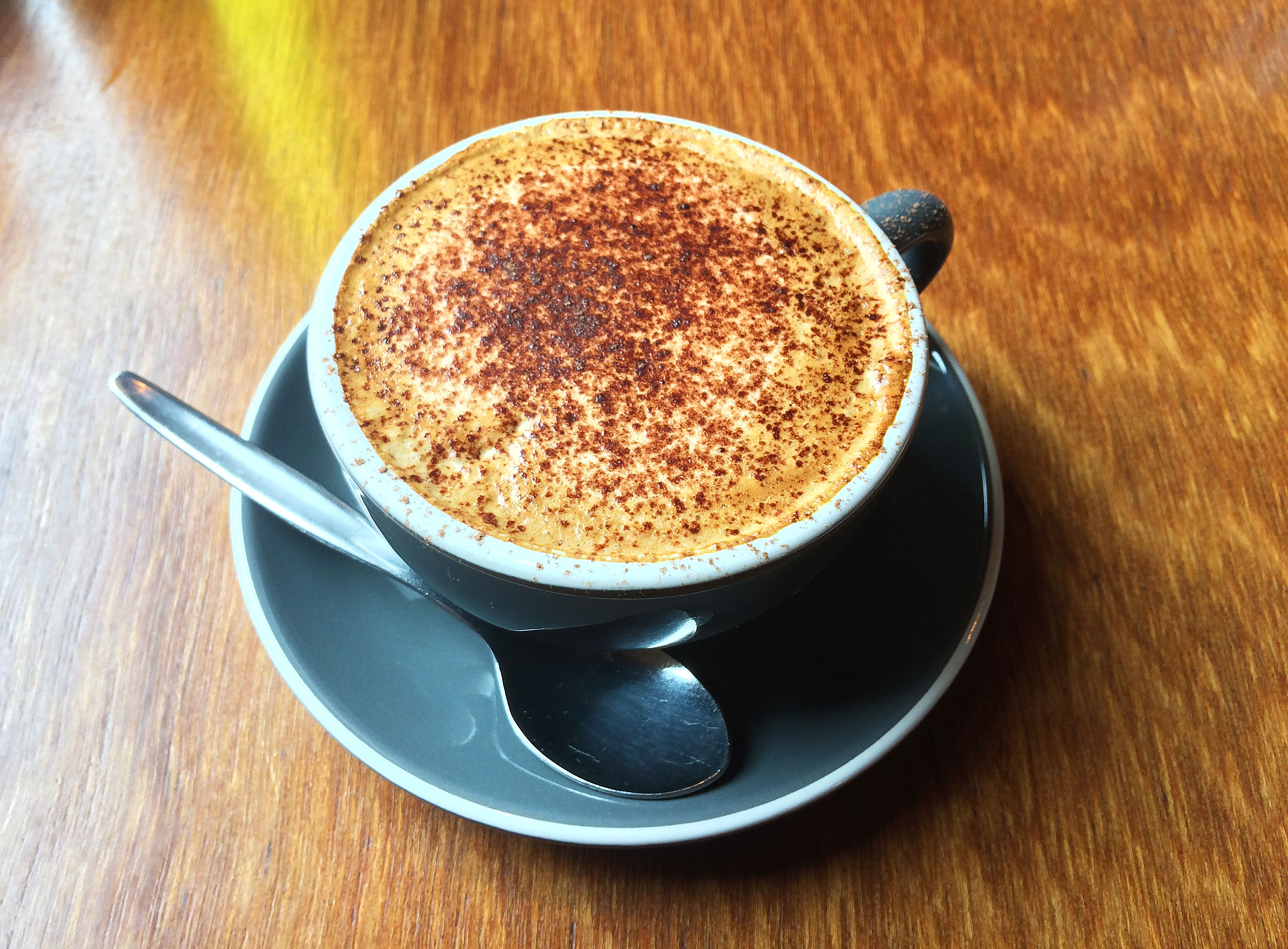
Một tách mocaccino mocha ở New Zealand.

Một biến thể nữa là cà phê mocha trắng, được làm từ sô cô la trắng thay vì sô cô la đen. Ngoài ra còn có các biến thể của thức uống trộn hai loại siro; hỗn hợp này được gọi bằng nhiều tên, bao gồm mocha đen và trắng, mocha cẩm thạch, mocha tan, mocha tuxedo và ngựa vằn. Một biến thể khác là mochaccino là một shot espresso (gấp đôi) với sự kết hợp giữa sữa đánh bông mịn (steamed milk) và bột ca cao hoặc sữa sô cô la. Cả mochaccino và mocha đều có thể có siro sô cô la, kem tươi và thêm lớp phủ bên trên như quế, nhục đậu khấu hoặc chocolate sprinkles.
Một biến thể thứ ba với cà phê mocha là sử dụng bã cà phê thay vì espresso. Sự kết hợp sau đó sẽ là cà phê, sữa đánh bông và sô cô la thêm vào. Điều này giống như một tách cà phê khuấy với sô cô la nóng. Hàm lượng caffeine trong đồ uống này sau đó sẽ tương đương với lựa chọn cà phê đi kèm.
Hàm lượng caffeine xấp xỉ 12,7 mg/fl oz Mỹ (430 mg/L), với 152 mg trong một cốc 350 mL (12 fl oz Mỹ).